# Billaea quadrinota
Billaea quadrinota är en tvåvingeart som beskrevs av Kolomiets 1966. Billaea quadrinota ingår i släktet Billaea och familjen parasitflugor. Inga underarter finns listade i Catalogue of Life.